# Mimeure
Mimeure ist eine französische Gemeinde mit 326 Einwohnern (Stand: 1. Januar 2022) im Département Côte-d’Or in der Region Bourgogne-Franche-Comté (vor 2016 Bourgogne); sie gehört zum Arrondissement Beaune und zum Kanton Arnay-le-Duc. 

## Geographie
Mimeure liegt etwa 50 Kilometer westsüdwestlich von Dijon. Umgeben wird Mimeure von den Nachbargemeinden Clomot und Le Fête im Norden, Musigny im Nordosten, Foissy im Osten und Südosten, Arnay-le-Duc im Süden sowie Jouey im Westen und Nordwesten.

## Bevölkerung
| Jahr                       | 1962 | 1968 | 1975 | 1982 | 1990 | 1999 | 2006 | 2011 | 2016 |
| Einwohner                  | 289  | 312  | 227  | 218  | 199  | 216  | 247  | 296  | 306  |
| Quellen: Cassini und INSEE |      |      |      |      |      |      |      |      |      |

## Sehenswürdigkeiten

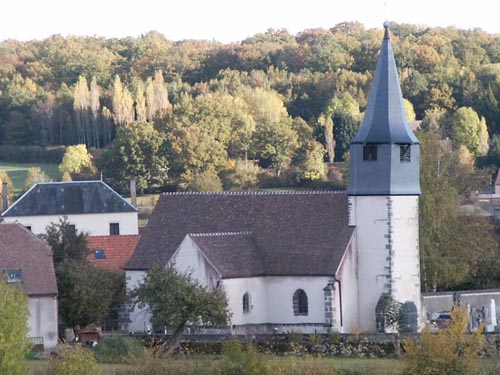
Kirche Saint-Pierre
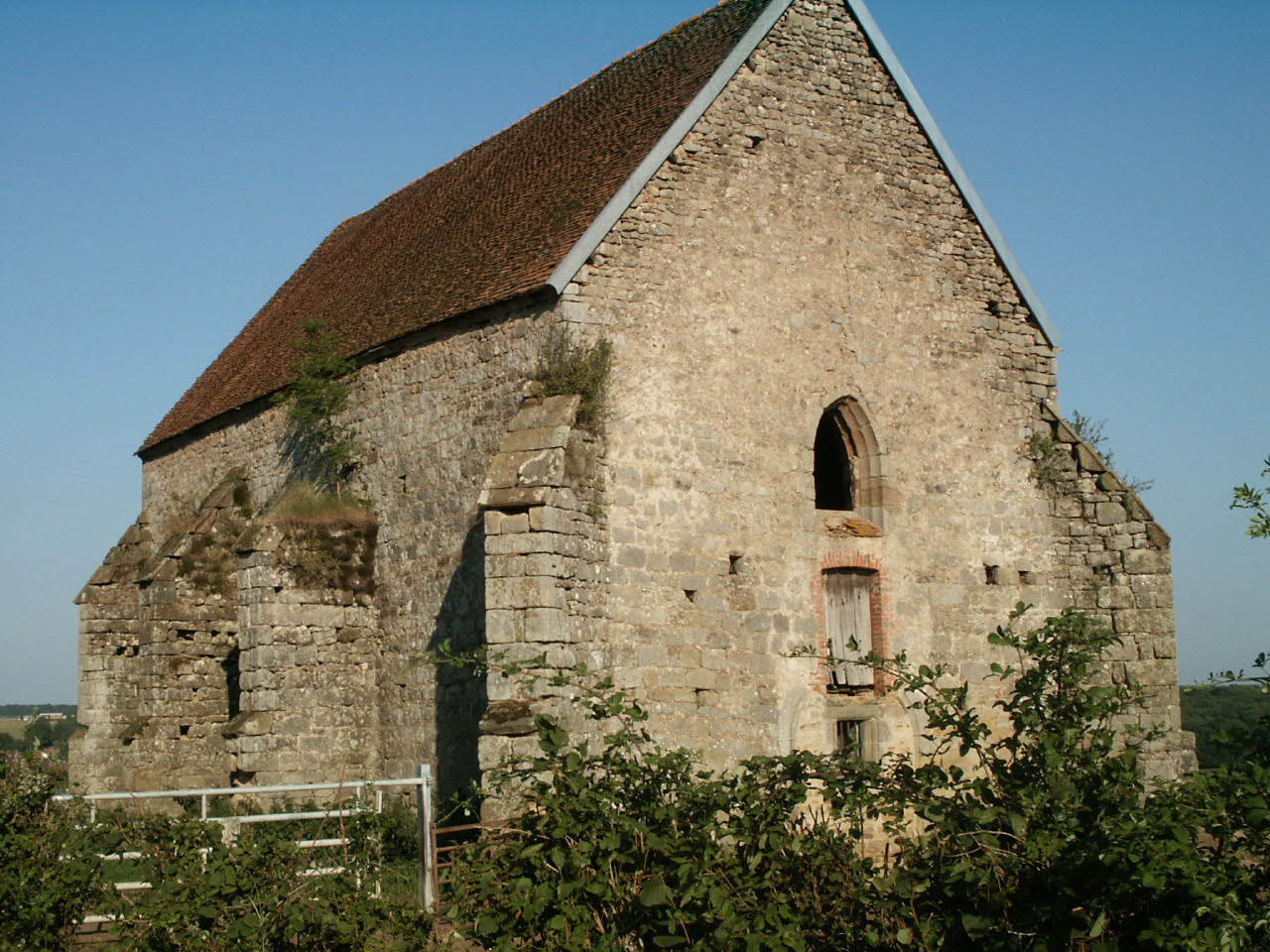
Kapelle Contaut
- Mühle von Solonge
- Mühle am Bach von Beaune

- Kirche Saint-Pierre
- Kapelle Contaut